# Норвегія на зимових Олімпійських іграх 1998
Норвегія на зимових Олімпійських іграх 1998 року, які проходили в японському місті Нагано, була представлена 76 спортсменами (49 чоловіками та 27 жінками) в 11 видах спорту. Прапороносцем на церемоніях відкриття та закриття Олімпійських ігор був стрибун з трампліна Еспен Бредесен.
Норвезькі спортсмени вибороли 25 медалей, з них 10 золотих, 10 срібних та 5 бронзових. Олімпійська збірна Норвегії посіла друге загальнокомандне місце.

## Медалісти
| Медаль | Спортсмен                                                                    | Вид спорту          | Дисципліна                             |
| ------ | ---------------------------------------------------------------------------- | ------------------- | -------------------------------------- |
| Золото | Ганс Петтер Бурос                                                            | Гірськолижний спорт | слалом (чоловіки)                      |
| Золото | Уле-Ейнар Б'єрндален                                                         | Біатлон             | 10 км спринт                           |
| Золото | Галвар Ганевольд                                                             | Біатлон             | 20 км                                  |
| Золото | Б'єрн Делі                                                                   | Лижні гонки         | 10 км (класичним стилем)               |
| Золото | Томас Альсгорд                                                               | Лижні гонки         | 15 км гонка переслідування             |
| Золото | Б'єрн Делі                                                                   | Лижні гонки         | 50 км                                  |
| Золото | Стуре Сівертсен Ерлінг Євне Б'єрн Делі Томас Альсгорд                        | Лижні гонки         | 4 × 10 км естафета                     |
| Золото | Б'ярте Енген Вік                                                             | Лижне двоборство    | індивідуальні змагання                 |
| Золото | Гальдор Скард Кеннет Бротен Б'ярте Енген Вік Фред Борре Лундберг             | Лижне двоборство    | команда (чоловіки)                     |
| Золото | Одне Сендрол                                                                 | Ковзанярський спорт | 1500 м                                 |
| Срібло | Лассе К'юс                                                                   | Гірськолижний спорт | швидкісний спуск                       |
| Срібло | Уле-Крістіан Фурусет                                                         | Гірськолижний спорт | слалом                                 |
| Срібло | Лассе К'юс                                                                   | Гірськолижний спорт | комбінація                             |
| Срібло | Фруде Андресен                                                               | Біатлон             | 10 км спринт                           |
| Срібло | Егіль Г'єлланд Галвар Ганевольд Даг Б'єрндален Уле-Ейнар Б'єрндален          | Біатлон             | 4 × 7.5 км естафета                    |
| Срібло | Б'єрн Делі                                                                   | Лижні гонки         | 15 км гонка переслідування (freestyle) |
| Срібло | Ерлінг Євне                                                                  | Лижні гонки         | 30 км                                  |
| Срібло | Бенте Мартінсен Маріт Міккельспласс Елін Нільсен Аніта Моен Гвідон           | Лижні гонки         | 4 × 5 км естафета                      |
| Срібло | Даніель Франк                                                                | Сноубординг         | хайф-пайп                              |
| Срібло | Стіне Брун К'єлдос                                                           | Сноубординг         | хайф-пайп                              |
| Бронза | Анн Елен Ск'єлбрейд Аннетте Сіквеланд Гунн Маргіт Андреассен Лів Грете Пуаре | Біатлон             | 4 × 7.5 км естафета                    |
| Бронза | Бенте Мартінсен                                                              | Лижні гонки         | 5 км                                   |
| Бронза | Аніта Моен Гвідон                                                            | Лижні гонки         | 15 км                                  |
| Бронза | Ейгіл Рамсф'єль Ян Торесен Стіг-Арне Гуннестад Антон Грімсмо Торе Торвбротен | Керлінг             | Чоловічий турнір                       |
| Бронза | Карі Тро                                                                     | Фристайл            | могул                                  |

## Біатлон
Чоловіки
| Дисципліна   | Спортсмен            | Промахи | Час     | Місце |
| ------------ | -------------------- | ------- | ------- | ----- |
| 10 км спринт | Егіль Г'єлланд       | 1       | 28:49.1 | 13    |
| 10 км спринт | Галвар Ганевольд     | 2       | 28:40.8 | 8     |
| 10 км спринт | Фруде Андресен       | 2       | 28:17.8 | 2     |
| 10 км спринт | Уле-Ейнар Б'єрндален | 0       | 27:16.2 | 1     |

| Дисципліна | Спортсмен            | Час     | Промахи | Заліковий час | Місце |
| ---------- | -------------------- | ------- | ------- | ------------- | ----- |
| 20 км      | Фруде Андресен       | 54:51.0 | 5       | 59:51.0       | 19    |
| 20 км      | Даг Б'єрндален       | 57:34.7 | 1       | 58:34.7       | 10    |
| 20 км      | Уле-Ейнар Б'єрндален | 54:16.8 | 4       | 58:16.8       | 7     |
| 20 км      | Галвар Ганевольд     | 55:16.4 | 1       | 56:16.4       | 1     |

Чоловіки, 4 × 7.5 км естафета
| Спортсмени                                                          | Дистанція | Дистанція | Дистанція |
| Спортсмени                                                          | Промахи   | Час       | Місце     |
| ------------------------------------------------------------------- | --------- | --------- | --------- |
| Егіль Г'єлланд Галвар Ганевольд Даг Б'єрндален Уле-Ейнар Б'єрндален | 0         | 1'21:56.3 | 2         |

Жінки
| Дисципліна    | Спортсмен              | Промахи | Час     | Місце |
| ------------- | ---------------------- | ------- | ------- | ----- |
| 7.5 км спринт | Гунн Маргіт Андреассен | 4       | 26:36.2 | 56    |
| 7.5 км спринт | Анн Елен Ск'єлбрейд    | 4       | 25:22.8 | 37    |
| 7.5 км спринт | Лів Ґрете Пуаре        | 3       | 24:44.0 | 23    |
| 7.5 км спринт | Аннетте Сіквеланд      | 2       | 24:09.5 | 15    |

| Дисципліна | Спортсмен              | Час     | Промахи | Заліковий час | Місце |
| ---------- | ---------------------- | ------- | ------- | ------------- | ----- |
| 15 км      | Гунн Маргіт Андреассен | 56:28.5 | 5       | 1'01:28.5     | 40    |
| 15 км      | Анн Елен Ск'єлбрейд    | 54:00.3 | 7       | 1'01:00.3     | 34    |
| 15 км      | Лів Ґрете Пуаре        | 52:21.2 | 5       | 57:21.2       | 15    |
| 15 км      | Аннетте Сіквеланд      | 53:38.7 | 3       | 56:38.7       | 8     |

Жінки, 4 × 7.5 км естафета
| Спортсмени                                                                   | Дистанція | Дистанція | Дистанція |
| Спортсмени                                                                   | Промахи   | Час       | Місце     |
| ---------------------------------------------------------------------------- | --------- | --------- | --------- |
| Анн Елен Ск'єлбрейд Аннетте Сіквеланд Гунн Маргіт Андреассен Лів Ґрете Пуаре | 2         | 1'40:37.3 | 3         |

## Бобслей
| Екіпеж | Спортсмени                                                       | Дисципліна | Спуск 1 | Спуск 1 | Спуск 2 | Спуск 2 | Спуск 3 | Спуск 3 | Разом   | Разом |
| Екіпеж | Спортсмени                                                       | Дисципліна | Час     | Місце   | Час     | Місце   | Час     | Місце   | Час     | Місце |
| ------ | ---------------------------------------------------------------- | ---------- | ------- | ------- | ------- | ------- | ------- | ------- | ------- | ----- |
| NOR-1  | Arnfinn Kristiansen Jørn Stian Dahl Peter Kildal Дагfinn Aarskog | Четвірки   | 53.96   | 18      | 53.78   | 15      | 54.33   | 17      | 2:42.07 | 17    |

## Гірськолижний спорт
Чоловіки
| Спортсмен                       | Дисципліна         | Дистанція 1 | Дистанція 2 | Разом   | Разом |
| Спортсмен                       | Дисципліна         | Час         | Час         | Час     | Місце |
| ------------------------------- | ------------------ | ----------- | ----------- | ------- | ----- |
| Четиль Андре Омондт             | швидкісний спуск   |             |             | 1:51.72 | 13    |
| Лассе К'юс                      | швидкісний спуск   |             |             | 1:50.51 | 2     |
| Лассе К'юс                      | супергігант        |             |             | 1:36.25 | 9     |
| Четиль Андре Омондт             | супергігант        |             |             | 1:35.67 | 5     |
| Гаральд Крістіан Странд Нільсен | гігантський слалом | DNF         | –           | DNF     | –     |
| Четиль Андре Омондт             | гігантський слалом | DNF         | –           | DNF     | –     |
| Лассе К'юс                      | гігантський слалом | 1:21.92     | 1:18.73     | 2:40.65 | 8     |
| Том Стіансен                    | гігантський слалом | 1:21.40     | 1:21.48     | 2:42.88 | 17    |
| Фінн Крістіан Ягге              | слалом             | 56.06       | 55.33       | 1:51.39 | 7     |
| Том Стіансен                    | слалом             | 55.70       | 55.20       | 1:50.90 | 4     |
| Уле-Крістіан Фурусет            | слалом             | 55.53       | 55.11       | 1:50.64 | 2     |
| Ганс Петтер Бурос               | слалом             | 55.28       | 54.03       | 1:49.31 | 1     |

Комбінація, чоловіки
| Спортсмен           | Слалом | Слалом | Швидкісний спуск | Разом         | Разом |
| Спортсмен           | Час 1  | Час 2  | Час              | Загальний час | Місце |
| ------------------- | ------ | ------ | ---------------- | ------------- | ----- |
| Четиль Андре Омондт | 50.29  | 44.97  | DNF              | DNF           | –     |
| Фінн Крістіан Ягге  | 50.22  | 45.16  | DNF              | DNF           | –     |
| Лассе К'юс          | 48.09  | 45.57  | 1:34.99          | 3:08.65       | 2     |

Жінки
| Спортсмен             | Дисципліна         | Дистанція 1 | Дистанція 2 | Разом   | Разом |
| Спортсмен             | Дисципліна         | Час         | Час         | Час     | Місце |
| --------------------- | ------------------ | ----------- | ----------- | ------- | ----- |
| Крістіне Крістіансен  | швидкісний спуск   |             |             | DNF     | –     |
| Труде Гімле           | швидкісний спуск   |             |             | 1:30.87 | 16    |
| Інгеборг Гелен Маркен | швидкісний спуск   |             |             | 1:30.19 | 11    |
| Труде Гімле           | супергігант        |             |             | 1:19.71 | 25    |
| Інгеборг Гелен Маркен | супергігант        |             |             | 1:19.16 | 19    |
| Крістіне Крістіансен  | супергігант        |             |             | 1:19.02 | 17    |
| Норійо Гірої          | гігантський слалом | DNF         | –           | DNF     | –     |
| Крістіне Крістіансен  | гігантський слалом | 1:23.04     | 1:35.67     | 2:58.71 | 22    |
| Андріне Флеммен       | гігантський слалом | 1:20.04     | 1:34.90     | 2:54.94 | 10    |
| Труде Гімле           | слалом             | DNF         | –           | DNF     | –     |
| Андріне Флеммен       | слалом             | DNF         | –           | DNF     | –     |
| Тріне Бакке-Рогнмо    | слалом             | 47.17       | DNF         | DNF     | –     |

Комбінація, жінки
| Спортсмен             | Швидкісний спуск | Слалом | Слалом | Разом         | Разом |
| Спортсмен             | Час              | Час 1  | Час 2  | Загальний час | Місце |
| --------------------- | ---------------- | ------ | ------ | ------------- | ----- |
| Труде Гімле           | DNF              | –      | –      | DNF           | –     |
| Інгеборг Гелен Маркен | 1:30.65          | 39.00  | 37.54  | 2:47.19       | 13    |
| Крістіне Крістіансен  | 1:30.61          | 38.49  | DNF    | DNF           | –     |

## Керлінг

### Чоловічий турнір
Склад команди
| Нагорода        | Капітан         | Третій     | Другий              | Лідер         | Запасний        |
| --------------- | --------------- | ---------- | ------------------- | ------------- | --------------- |
| бронзова медаль | Ейгіл Рамсф'єль | Ян Торесен | Стіг-Арне Гуннестад | Антон Грімсмо | Торе Торвбротен |

Груповий етап
Чотири найкращі команди проходять у півфінал.
| Країна          | Капітан          | W | L |
| --------------- | ---------------- | - | - |
| Канада          | Мік Гарріс       | 6 | 1 |
| Норвегія        | Ейгіл Рамсф'єль  | 5 | 2 |
| Швейцарія       | Патрік Гюрліманн | 5 | 2 |
| США             | Тім Сомервіль    | 3 | 4 |
| Японія          | Макото Цуруга    | 3 | 4 |
| Швеція          | Пея Ліндгольм    | 3 | 4 |
| Велика Британія | Дуглас Дрюбург   | 2 | 5 |
| Німеччина       | Анді Капп        | 1 | 6 |

| Команда 1 | Рахунок | Команда 2       |
| --------- | ------- | --------------- |
| Норвегія  | 2–4     | Велика Британія |
| Німеччина | 5–7     | Норвегія        |
| США       | 7–6     | Норвегія        |
| Норвегія  | 5–3     | Японія          |
| Норвегія  | 7–4     | Швеція          |
| Швейцарія | 4–5     | Норвегія        |
| Норвегія  | 10–8    | Канада          |

Півфінал
| Майданчик A           | 1 | 2 | 3 | 4 | 5 | 6 | 7 | 8 | 9 | 10 | Загалом |
| Норвегія (Рамсф'єль)  | 0 | 0 | 1 | 0 | 1 | 0 | 2 | 0 | 3 | 0  | 7       |
| Швейцарія (Hürlimann) | 1 | 0 | 0 | 2 | 0 | 2 | 0 | 2 | 0 | 1  | 8       |

Поєдинок за третє місце
| Майданчик B          | 1 | 2 | 3 | 4 | 5 | 6 | 7 | 8 | 9 | 10 | Загалом |
| США (Somerville)     | 0 | 0 | 0 | 0 | 0 | 3 | 0 | 1 | 0 | X  | 4       |
| Норвегія (Рамсф'єль) | 0 | 1 | 1 | 1 | 3 | 0 | 2 | 0 | 1 | X  | 9       |

### Жіночий турнір
Склад команди
| Капітан      | Третій          | Другий         | Лідер      | Запасний    |
| ------------ | --------------- | -------------- | ---------- | ----------- |
| Дорді Нордбі | Маріанна Гаслум | Крістін Ловсет | Ганне Вудс | Грете Волан |

Груповий етап
Чотири найкращі команди проходять у півфінал.
| Країна          | Капітан             | W | L |
| --------------- | ------------------- | - | - |
| Канада          | Сандра Шмірлер      | 6 | 1 |
| Швеція          | Елізабет Густафсон  | 6 | 1 |
| Данія           | Гелена Блах Лаврсен | 5 | 2 |
| Велика Британія | Кірсті Гей          | 4 | 3 |
| Японія          | Маюмі Огкуцу        | 2 | 5 |
| Норвегія 6th    | Дорді Нордбю        | 2 | 5 |
| США             | Ліза Шенеберг       | 2 | 5 |
| Німеччина       | Андреа Шепп         | 1 | 6 |

| Команда 1 | Рахунок | Команда 2       |
| --------- | ------- | --------------- |
| Норвегія  | 2–8     | Швеція          |
| Норвегія  | 6–5     | Канада          |
| Норвегія  | 4–6     | Велика Британія |
| Норвегія  | 6–7     | Німеччина       |
| Японія    | 8–4     | Норвегія        |
| США       | 8–9     | Норвегія        |
| Данія     | 8–3     | Норвегія        |

## Ковзанярський спорт
Чоловіки
| Дисципліна | Спортсмен        | Дистанція 1 | Дистанція 1 | Дистанція 2 | Дистанція 2 | Разом      | Разом |
| Дисципліна | Спортсмен        | Час         | Місце       | Час         | Місце       | Час        | Місце |
| ---------- | ---------------- | ----------- | ----------- | ----------- | ----------- | ---------- | ----- |
| 500 м      | Рогер Стром      | 36.53       | 14          | 36.15       | 7           | 72.68      | 10    |
| 500 м      | Грунде Нйос      | 36.32       | 11          | DNF         | –           | DNF        | –     |
| 1000 м     | Рогер Стром      |             |             |             |             | 1:13.58    | 34    |
| 1000 м     | Грунде Нйос      |             |             |             |             | 1:12.27    | 14    |
| 1500 м     | Брігт Рюкк'є     |             |             |             |             | 1:52.91    | 29    |
| 1500 м     | Стейнар Йогансен |             |             |             |             | 1:52.88    | 28    |
| 1500 м     | Одне Сендрол     |             |             |             |             | 1:47.87 WR | 1     |
| 5000 м     | Ремі Герейде     |             |             |             |             | 6:39.35    | 12    |
| 5000 м     | Лассе Сетре      |             |             |             |             | 6:38.95    | 11    |
| 5000 м     | К'єль Сторелід   |             |             |             |             | 6:37.12    | 8     |
| 10,000 м   | Ремі Герейде     |             |             |             |             | 14:09.90   | 15    |
| 10,000 м   | Лассе Сетре      |             |             |             |             | 13:42.94   | 7     |
| 10,000 м   | К'єль Сторелід   |             |             |             |             | 13:35.95   | 5     |

Жінки
| Дисципліна | Спортсмен           | Дистанція 1 | Дистанція 1 | Дистанція 2 | Дистанція 2 | Разом   | Разом |
| Дисципліна | Спортсмен           | Час         | Місце       | Час         | Місце       | Час     | Місце |
| ---------- | ------------------- | ----------- | ----------- | ----------- | ----------- | ------- | ----- |
| 500 м      | Едель Терезе Гойсет | 40.02       | 23          | 39.99       | 20          | 80.01   | 20    |
| 1000 м     | Едель Терезе Гойсет |             |             |             |             | 1:19.23 | 14    |
| 1500 м     | Анетте Тонсберг     |             |             |             |             | 2:03.03 | 17    |
| 3000 м     | Анетте Тонсберг     |             |             |             |             | 4:19.24 | 15    |
| 5000 м     | Анетте Тонсберг     |             |             |             |             | 7:28.39 | 13    |

## Лижне двоборство
Індивідуальні змагання
Дисципліни:
- нормальний трамплін
- лижні гонки, 15 км.

| Спортсмен           | Дисципліна | Стрибок з трампліна | Стрибок з трампліна | Лижні гонки Час | Разом Місце |
| Спортсмен           | Дисципліна | Бали                | Місце               | Лижні гонки Час | Разом Місце |
| ------------------- | ---------- | ------------------- | ------------------- | --------------- | ----------- |
| Гальдор Скард       | Individual | 186.0               | 42                  | DNF             | –           |
| Крістіан Гаммер     | Individual | 203.5               | 24                  | 46:07.7         | 26          |
| Фред Борре Лундберг | Individual | 205.0               | 22                  | 44:32.3         | 16          |
| Б'ярте Енген Вік    | Individual | 241.0               | 1                   | 41:21.1         | 1           |

Командне змагання
Дисципліни:
- нормальний трамплін
- лижні гонки, 5 км

| Спортсмени                                                       | Стрибки з трампліна | Стрибки з трампліна | Лижні гонки Час | Разом Місце |
| Спортсмени                                                       | Бали                | Місце               | Лижні гонки Час | Разом Місце |
| ---------------------------------------------------------------- | ------------------- | ------------------- | --------------- | ----------- |
| Гальдор Скард Кеннет Бротен Б'ярте Енген Вік Фред Борре Лундберг | 901.0               | 3                   | 54:11.5         | 1           |

## Лижні гонки
Чоловіки
| Дисципліна                   | Спортсмен        | Дистанція | Дистанція |
| Дисципліна                   | Спортсмен        | Час       | Місце     |
| ---------------------------- | ---------------- | --------- | --------- |
| 10 км C                      | Стуре Сівертсен  | 28:10.6   | 9         |
| 10 км C                      | Ерлінг Євне      | 27:58.7   | 7         |
| 10 км C                      | Томас Альсгорд   | 27:48.1   | 5         |
| 10 км C                      | Б'єрн Делі       | 27:24.5   | 1         |
| 15 км гонка переслідування F | Стуре Сівертсен  | 43:29.2   | 27        |
| 15 км гонка переслідування F | Б'єрн Делі       | 39:38.8   | 2         |
| 15 км гонка переслідування F | Томас Альсгорд   | 39:37.7   | 1         |
| 30 км C                      | Томас Альсгорд   | DNF       | –         |
| 30 км C                      | Б'єрн Делі       | 1'40:18.5 | 20        |
| 30 км C                      | Стуре Сівертсен  | 1'39:44.9 | 15        |
| 30 км C                      | Ерлінг Євне      | 1'35:27.1 | 2         |
| 50 км F                      | Тор-Арне Гетланд | 2'15:21.7 | 24        |
| 50 км F                      | Андерс Ейде      | 2'11:06.9 | 11        |
| 50 км F                      | Томас Альсгорд   | 2'07:21.5 | 6         |
| 50 км F                      | Б'єрн Делі       | 2'05:08.2 | 1         |

Чоловіки, 4 × 10 км естафета
| Спортсмени                                            | Дистанція | Дистанція |
| Спортсмени                                            | Час       | Місце     |
| ----------------------------------------------------- | --------- | --------- |
| Стуре Сівертсен Ерлінг Євне Б'єрн Делі Томас Альсгорд | 1'40:55.7 | 1         |

Жінки
| Дисципліна                   | Спортсмен             | Дистанція | Дистанція |
| Дисципліна                   | Спортсмен             | Час       | Місце     |
| ---------------------------- | --------------------- | --------- | --------- |
| 5 км C                       | Труде Дюбендаль Гартц | 18:08.0   | 8         |
| 5 км C                       | Аніта Моен-Гвідон     | 18:04.4   | 7         |
| 5 км C                       | Маріт Міккельспласс   | 17:53.5   | 6         |
| 5 км C                       | Бенте Мартінсен       | 17:49.4   | 3         |
| 10 км гонка переслідування F | Маріт Міккельспласс   | 30:15.3   | 14        |
| 10 км гонка переслідування F | Труде Дюбендаль Гартц | 29:36.0   | 11        |
| 10 км гонка переслідування F | Бенте Мартінсен       | 29:34.1   | 9         |
| 10 км гонка переслідування F | Аніта Моен-Гвідон     | 29:27.6   | 8         |
| 15 км C                      | Бенте Мартінсен       | 48:19.0   | 6         |
| 15 км C                      | Труде Дюбендаль Гартц | 48:19.0   | 6         |
| 15 км C                      | Маріт Міккельспласс   | 48:12.5   | 5         |
| 15 км C                      | Аніта Моен Гвідон     | 47:52.6   | 3         |
| 30 км F                      | Труде Дюбендаль Гартц | DNF       | –         |
| 30 км F                      | Май Гелен Соркмо      | 1'29:16.9 | 19        |
| 30 км F                      | Маріт Міккельспласс   | 1'25:36.9 | 9         |
| 30 км F                      | Елін Нільсен          | 1'24:24.5 | 4         |

Жінки, 4 × 5 км естафета
| Спортсмени                                                         | Дистанція | Дистанція |
| Спортсмени                                                         | Час       | Місце     |
| ------------------------------------------------------------------ | --------- | --------- |
| Бенте Мартінсен Маріт Міккельспласс Елін Нільсен Аніта Моен Гвідон | 55:38.0   | 2         |

## Сноубординг
Чоловіки, хайф-пайп
| Спортсмен             | Кваліфікація 1 | Кваліфікація 1 | Кваліфікація 2 | Кваліфікація 2 | Фінал      | Фінал      |
| Спортсмен             | Бали           | Місце          | Бали           | Місце          | Бали       | Місце      |
| --------------------- | -------------- | -------------- | -------------- | -------------- | ---------- | ---------- |
| Рогер Г'єльмстадстуен | 35.2           | 18             | 31.3           | 25             | не пройшов | не пройшов |
| Кім Крістіансен       | 38.1           | 9              | 37.7           | 12             | не пройшов | не пройшов |
| Клас Ванген           | 38.3           | 7 QF           |                |                | 70.9       | 15         |
| Даніель Франк         | 39.6           | 4 QF           |                |                | 82.4       | 2          |

Жінки, хайф-пайп
| Спортсмен            | Кваліфікація 1 | Кваліфікація 1 | Кваліфікація 2 | Кваліфікація 2 | Фінал      | Фінал      |
| Спортсмен            | Бали           | Місце          | Бали           | Місце          | Бали       | Місце      |
| -------------------- | -------------- | -------------- | -------------- | -------------- | ---------- | ---------- |
| Крістель Торесен     | 24.3           | 22             | 24.4           | 17             | не пройшов | не пройшов |
| Анне Молін Конгсгорд | 29.3           | 16             | 29.2           | 12             | не пройшов | не пройшов |
| Стіне Брун К'єлдос   | 37.6           | 1 QF           |                |                | 74.2       | 2          |

## Стрибки з трампліна
| Спортсмен        | Дисципліна          | Стрибок 1 | Стрибок 1 | Стрибок 1 | Стрибок 2  | Стрибок 2  | Разом      | Разом      |
| Спортсмен        | Дисципліна          | Відстань  | Бали      | Місце     | Відстань   | Бали       | Бали       | Місце      |
| ---------------- | ------------------- | --------- | --------- | --------- | ---------- | ---------- | ---------- | ---------- |
| Руар Лєкелсей    | Нормальний трамплін | 74.0      | 80.0      | 40        | не пройшов | не пройшов | не пройшов | не пройшов |
| Еспен Бредесен   | Нормальний трамплін | 74.5      | 82.5      | 36        | не пройшов | не пройшов | не пройшов | не пройшов |
| Геннінг Стенсруд | Нормальний трамплін | 81.0      | 96.0      | 24 Q      | 81.0       | 97.0       | 193.0      | 23         |
| Крістіан Бренден | Нормальний трамплін | 87.5      | 112.0     | 6 Q       | 84.0       | 103.5      | 215.5      | 8          |
| Геннінг Стенсруд | Великий трамплін    | 106.5     | 89.7      | 38        | не пройшов | не пройшов | не пройшов | не пройшов |
| Крістіан Бренден | Великий трамплін    | 113.0     | 104.4     | 24 Q      | 127.0      | 130.1      | 234.5      | 13         |
| Руар Лєкелсей    | Великий трамплін    | 119.5     | 116.6     | 7 Q       | 124.0      | 125.7      | 242.3      | 9          |
| Лассе Оттесен    | Великий трамплін    | 121.0     | 118.8     | 5 Q       | 122.0      | 120.1      | 238.9      | 10         |

великий трамплін, команда (чоловіки)
| Спортсмени                                                    | Результати | Результати |
| Спортсмени                                                    | Бали       | Місце      |
| ------------------------------------------------------------- | ---------- | ---------- |
| Геннінг Стенсруд Лассе Оттесен Руар Лєкелсей Крістіан Бренден | 870.6      | 4          |

## Фристайл
Жінки
| Спортсмен          | Дисципліна | Кваліфікація | Кваліфікація | Кваліфікація | Фінал | Фінал  | Фінал |
| Спортсмен          | Дисципліна | Час          | Бали         | Місце        | Час   | Бали   | Місце |
| ------------------ | ---------- | ------------ | ------------ | ------------ | ----- | ------ | ----- |
| Карі Тро           | могул      | 35.19        | 22.51        | 8 Q          | 32.69 | 24.09  | 3     |
| Гільде Сюннове Лід | акробатика |              | 168.79       | 5 Q          |       | 160.18 | 6     |